# Olpiolum
Olpiolum es un género de arácnido del orden Pseudoscorpionida de la familia Olpiidae.

## Especies
Las especies de este género son:
- Olpiolum amplum Hoff, 1964
- Olpiolum aureum (Hoff, 1945)
- Olpiolum confundens (Hoff, 1945)
- Olpiolum crassum Beier, 1959
- Olpiolum elegans (Balzan, 1887)
- Olpiolum medium Beier, 1931
- Olpiolum peruanum Beier, 1959
- Olpiolum puertoricensis (Hoff, 1945)